# 梅甘·巴克

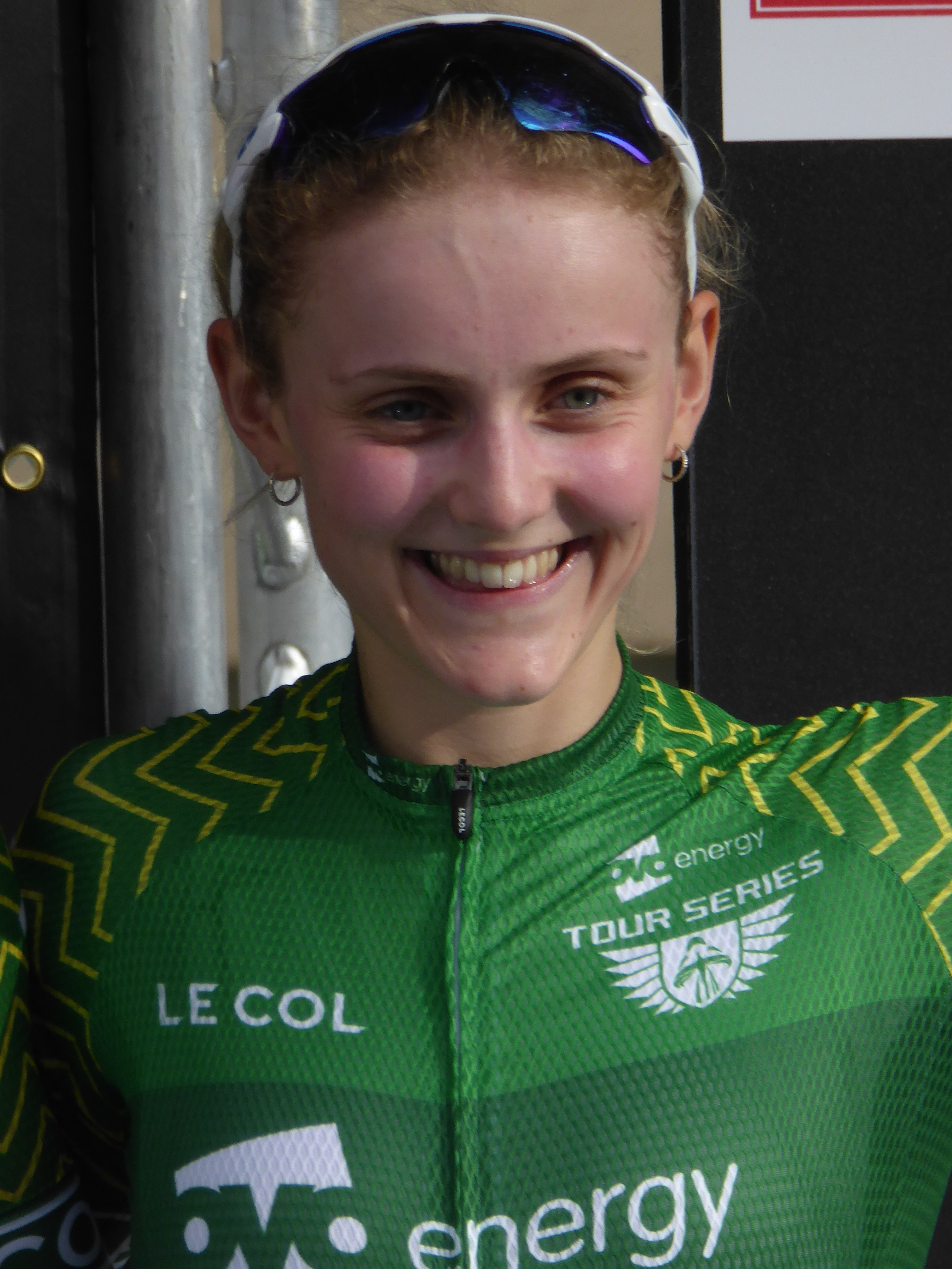
梅甘·巴克

梅甘·巴克（英語：Megan Barker，1997年8月15日—），英国女子的自行车运动员，2021年世界场地自行车锦标赛女子团体追逐赛铜牌得主、2022年世界场地自行车锦标赛女子团体追逐赛银牌得主、2023年世界场地自行车锦标赛女子团体追逐赛金牌得主。